# ろーぷれぐるぐる
『ろーぷれぐるぐる』は、きゆづきさとこによる日本の漫画作品。『月刊ドラゴンマガジン』2005年2月号より連載開始。
1回4ページで、2007年9月号の第28回まで掲載された。
内容は、ある日突然にRPGの世界につれてこられた高校生3人がぐるぐるぐると冒険をするというもの。軽いジョークとRPG特有の出来事を織り交ぜた物語であり、ゲームをよく知っている者にはより楽しめるような作品となっている。同作者による『棺担ぎのクロ。〜懐中旅話〜』とは違った意味で黒いネタも多い。
長らく休載されていたが、『月刊ドラゴンマガジン』の漫画枠廃止に伴い、再開の目処も立たぬまま打ち切りが正式に決定された。